# Campo San Stae
Campo San Stae (ovvero Campo Sant'Eustachio) è un campo del sestiere di Santa Croce e si affaccia direttamente sul Canal Grande.

## Descrizione
Il campo prende il nome dalla chiesa di San Stae, antico edificio che ha le sue origini nel XII secolo, attualmente caratterizzato da una decorata facciata barocca dell'inizio del XVIII secolo.

A sinistra della chiesa, si affaccia sul campo la Scoletta dell'arte dei battioro e tiraoro, edificio di piccole dimensioni del XVIII secolo che episodicamente ospita delle esposizioni d'arte.
Campo San Stae è una piazzette piuttosto frequentata sia per la vicinanza di Ca' Pesaro, sede della Galleria internazionale d'arte moderna di Venezia e del Museo d'arte orientale, sia per l'imbarcadero dei battelli presso il campo stesso. Inoltre, a pochi passi dal campo, sulla salizada di San Stae, ha inoltre sede un'importante architettura seicentesca: Palazzo Mocenigo, sede del Museo del Tessuto e del Costume.

## Curiosità
- Campo San Stae compare nelle scene del film Anonimo veneziano di Enrico Maria Salerno.